# Су Сун
Су Сун (кит. трад. 蘇頌, упр. 苏颂, пиньинь Sū Sòng, 1020-1101), взрослое имя Цзыжун (子容) — китайский учёный-энциклопедист и государственный деятель периода империи Сун.

## Биография
Родился в уезде Наньань области Цюаньчжоу (на территории современной провинции Фуцзянь) в семье чиновника Су Шэня. После смерти отца семья была вынуждена переехать в уезд Даньян в области Жуньчжоу (на территории современной провинции Цзянсу). Су Сун с детства интересовался науками, в особенности астрономией, и уже в 1042 году (в возрасте 22 лет) сумел сдать экзамены на высшую ступень цзиньши.
После этого Су Сун был назначен провинциальным чиновником в Сючжоу, в 1053 году занял должность редактора в императорской библиотеке (хуань-хэ). После восьми лет службы в библиотеке в 1061 году был назначен губернатором провинции Инчжоу, согласившись на эту должность в надежде поправить материальное положение своей семьи, но уже в 1063 году вернулся в столицу Бяньцзин (Кайфын), где оставался до 1071 года. Затем снова был направлен на чиновническую работу в провинции, сначала став губернатором Учжоу (провинция Чжэцзян), с 1073 года — Хаочжоу, с 1075 года — Интяня и с 1076 года — Ханчжоу. В 1077 году смог вернуться к работе в столице: это произошло после отставки в 1076 году политика-реформатора Ван Аньши, который был его врагом.

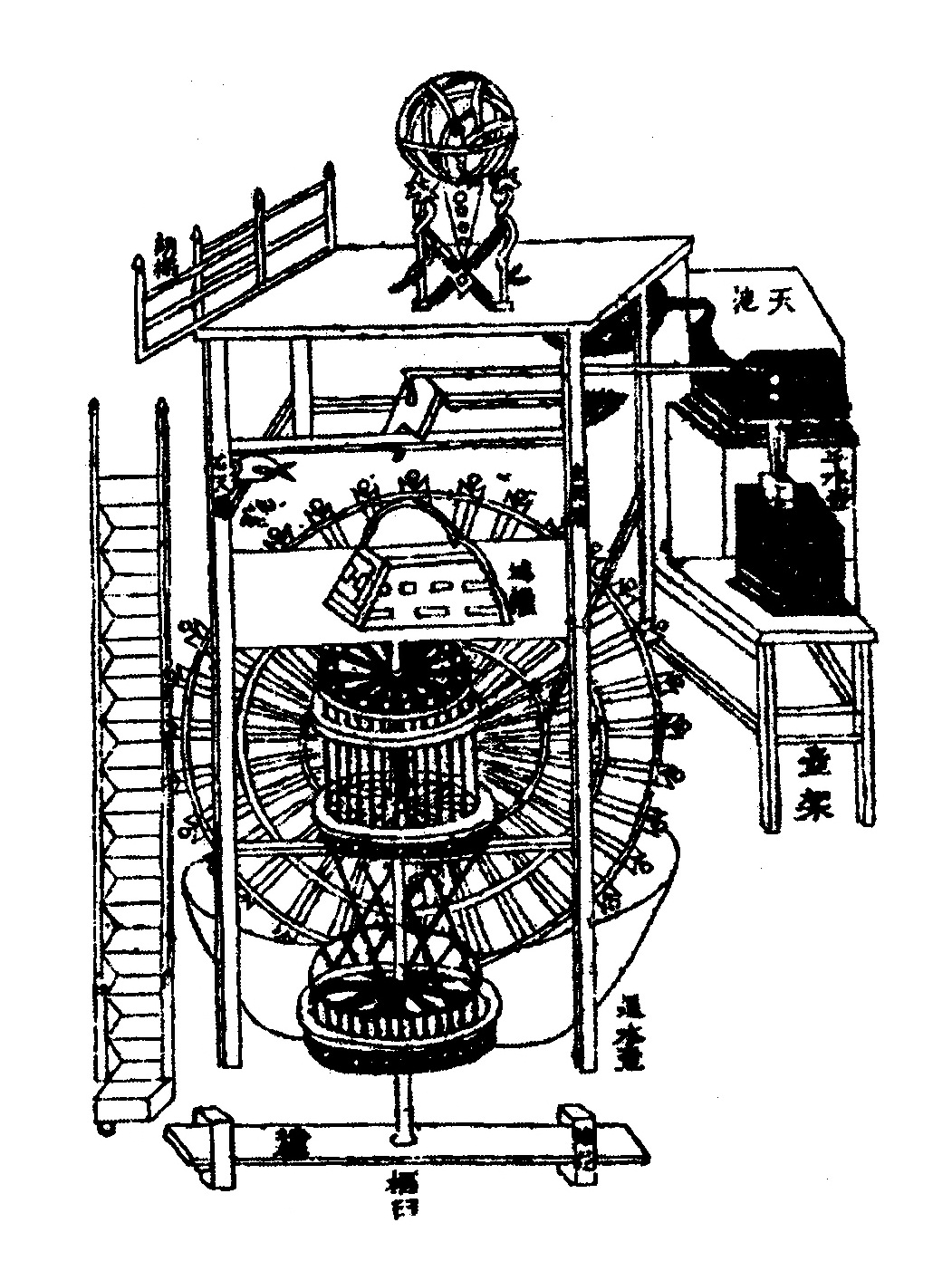
Схема башенных часов из книги Су Суна

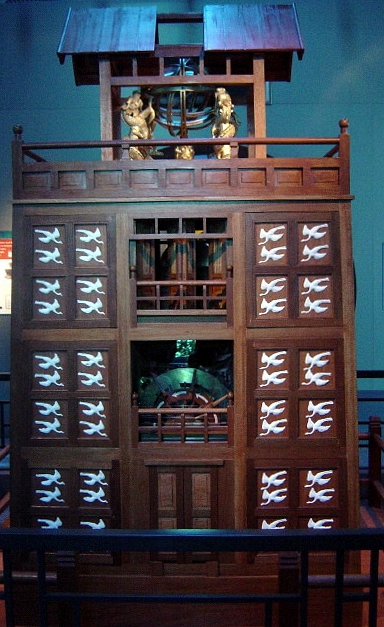
Масштабный макет башни с астрономическими часами, построенной Су Суном

В 1077 году Су Сун был отправлен послом в киданьское государства Ляо. В 1078 году был назначен градоначальником столицы Бяньцзин (Кайфын), но вскоре оказался понижен в должности, когда добровольно принял на себя ответственность за ошибки подчинённых, и снова оказался на работе в провинции: служил губернатором Хаочжоу до 1079 года и затем Цанчжоу до 1080. В 1081 году смог вернуться в министерство чинов, где стал в 1082 году заместителем министра (чибу шилан); с восшествием на престол в 1086 году при правлении Чжэ-цзуна получил должность министра юстиции (синбу шаншу), в 1087 году стал министром чинов и главным знатоком канонов (шиду), в 1089 году стал секретарём академии Ханьлинь, в 1090 году был назначен заместителем канцлера (шаншу цзочен), а в 1092 году — канцлером.

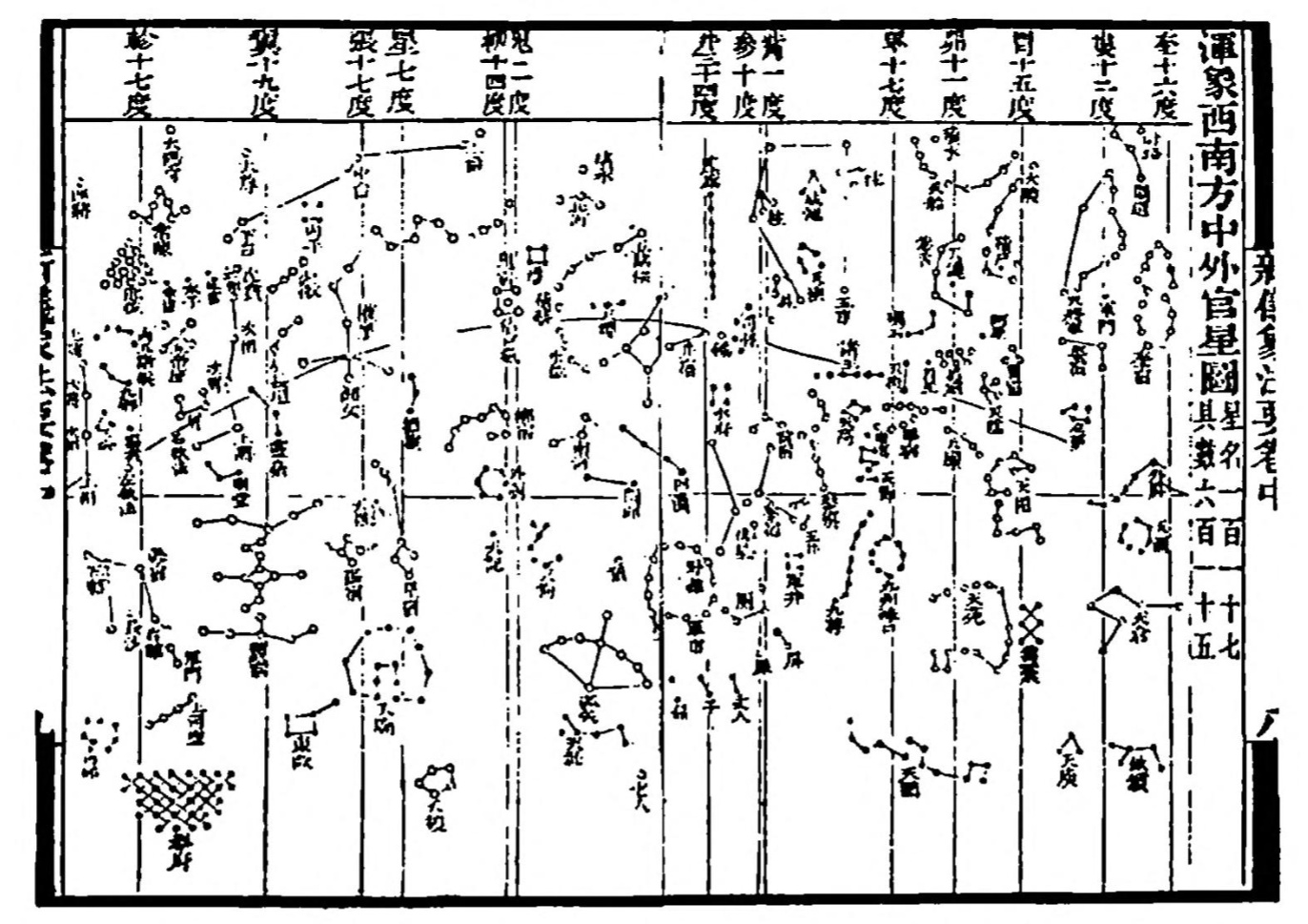
Звёздная карта, подготовленная Су Суном

В 1093 году, однако, он оставил должность, поскольку при дворе усилилось влияние реформаторов во главе с Чжан Дунем, и стал градоначальником в Янчжоу. В 1095 году он ушёл в отставку и поселился недалеко от могилы отца в Цзинкоу. Император Хуэй-цзун, взошедший на трон в 1100 году, в знак уважения к его заслугам даровал ему статус попечителя наследника (тайцзи тайбай), но 19 июня 1101 года Су Сун скончался в своём доме в Цзинкоу. Он был похоронен на северо-восточном отроге горы Учжоушань в поселке Или уезда Даньту провинции Цзянсу.

## Наследие
Су Сун оставил труды в области медицины, фармакологии, минералогии, металлургии, зоологии и астрономии. Наиболее известный его труд — («Канон корней и трав Шэнь-нуна с дополнениями и комментариями периода Цзя-ю» (написанный им в соавторстве с двумя другими учёными по приказу императора Жэнь-цзуна), где описаны 1082 различных лекарства.
Кроме этого, Су Сун известен изобретением и руководством строительства в 1087—1092 годах башни с астрономическими часами высотой около 12 м и шириной около 7 м. По приказу императора он описал её в позднее утраченном трактате «Хунь тянь и сян лу» («Меморандум об [армиллярном] приборе и символизирующем [небо глобусе]»), а затем (1094—1096) — в «Синь и сян фа яо» («Сущность нового образца [армиллярного] прибора и символизирующего [небо глобуса]»). Джозеф Нидэм назвал этот аппарат «предшественником астрономических часов средневековой Европы». Су Сун также подготовил две звёздных карты на основе своих многолетних наблюдений 1078—1085 годов, которые на сегодняшний день считаются старейшими из изданных в мире.